# Пятницкое (Торопецкий район)
Пя́тницкое — деревня в Торопецком районе Тверской области. Относится к Скворцовскому сельскому поселению, до 2006 года центр Пятницкого сельского округа.
Расположено в 18 километрах к юго-западу от районного центра Торопец, на автодороге «Железово—Плотично» (6 км от автодороги «Балтия»).
Население по переписи 2002 года — 184 человека, 83 мужчины, 101 женщина.

## История
В Списке населенных мест Псковской губернии в Торопецком уезде значится усадьба Пятницкое (9 дворов, 17 жителей), расположенная на почтовом тракте «Торопец—Великие Луки», здесь винокуренный завод, водяная мельница.
В 1940 году деревня Пятницкое центр сельсовета в составе Торопецого района Калининской области. Во время Великой Отечественной войны оккупирована в августе 1941 года, освобождена в январе 1942 года.
В 1970-80-е годы — центральная усадьба колхоза «Путь к Коммунизму».
В 1997 году — 84 хозяйства, 214 жителей. Администрация сельского округа, сельскохозяйственные кооперативы «Высокое» и «Медведь», лесничество, средняя школа, детсад, ДК, библиотека, медпункт, отделение связи, филиал сбербанка, магазины.

## Пятницкая средняя общеобразовательная школа
В 1913 году при содействии пятницкого помещика Круковского Н. И. из сельца Высокое в Пятницкое была переведена школа (Высоковское земское училище, 3-х классное обучение). В 1930-е годы в Пятницкой школе-семилетке обучались более 300 учеников, в 1946—1952 годах в школе ежегодно обучалось до 280 человек. В 1978 году школа переехала в новое современное двухэтажное здание. В 1997 году в школе 78 учеников, в 2003 — 59, в 2008 — 40, в 2012 — 17. (недоступная ссылка)